# 593 (số)
593 (năm trăm chín mươi ba) là một số tự nhiên ngay sau số 592 và ngay trước số 594. 

## Toán học
- 593 là một số nguyên tố Sophie Germain.